# Paeonia maleevii
Paeonia maleevii är en pionväxtart som beskrevs av Kem.-nath., Elena V. Mordak och Punina. Paeonia maleevii ingår i släktet pioner, och familjen pionväxter. Inga underarter finns listade i Catalogue of Life.